# Borgo Stretto
Borgo Stretto è una via del centro storico di Pisa, in Toscana. Risalente all'età medievale, rappresenta uno dei principali assi commerciali della città.

## Storia
La sua nascita è strettamente collegata al quartiere di Fuoriporta, l'attuale zona di San Francesco, che nel XII secolo fu inglobato nel perimetro delle mura cittadine. Il nome "borgo" è proprio da ricondursi al fatto di essere stato un insediamento extra-murario, sorto al di fuori del nucleo cittadino. La chiesa di San Michele, all'inizio di quel secolo, veniva infatti definita «foras et prope civitate Pisa».
A partire dal XIV secolo, questa zona divenne un fulcro di attività commerciale: ricchi mercanti pisani vi eressero le loro logge, creando una via vivace e animata da botteghe e taverne destinate alla popolazione locale e ai viaggiatori.
Le grandi colonne che delimitano il tratto viario avevano in origine sostegno di strutture in legno, ma nel Rinascimento, sotto il governo di Cosimo I e Ferdinando I de' Medici, si assistette a un'importante opera di rinnovamento urbano che portò alla sostituzione dei materiali precedenti con elementi più duraturi in pietra e marmo.
Un'area del borgo fu danneggiata durante i bombardamenti della seconda guerra mondiale: dalla demolizione delle macerie è sorto il largo Ciro Menotti.

## Descrizione

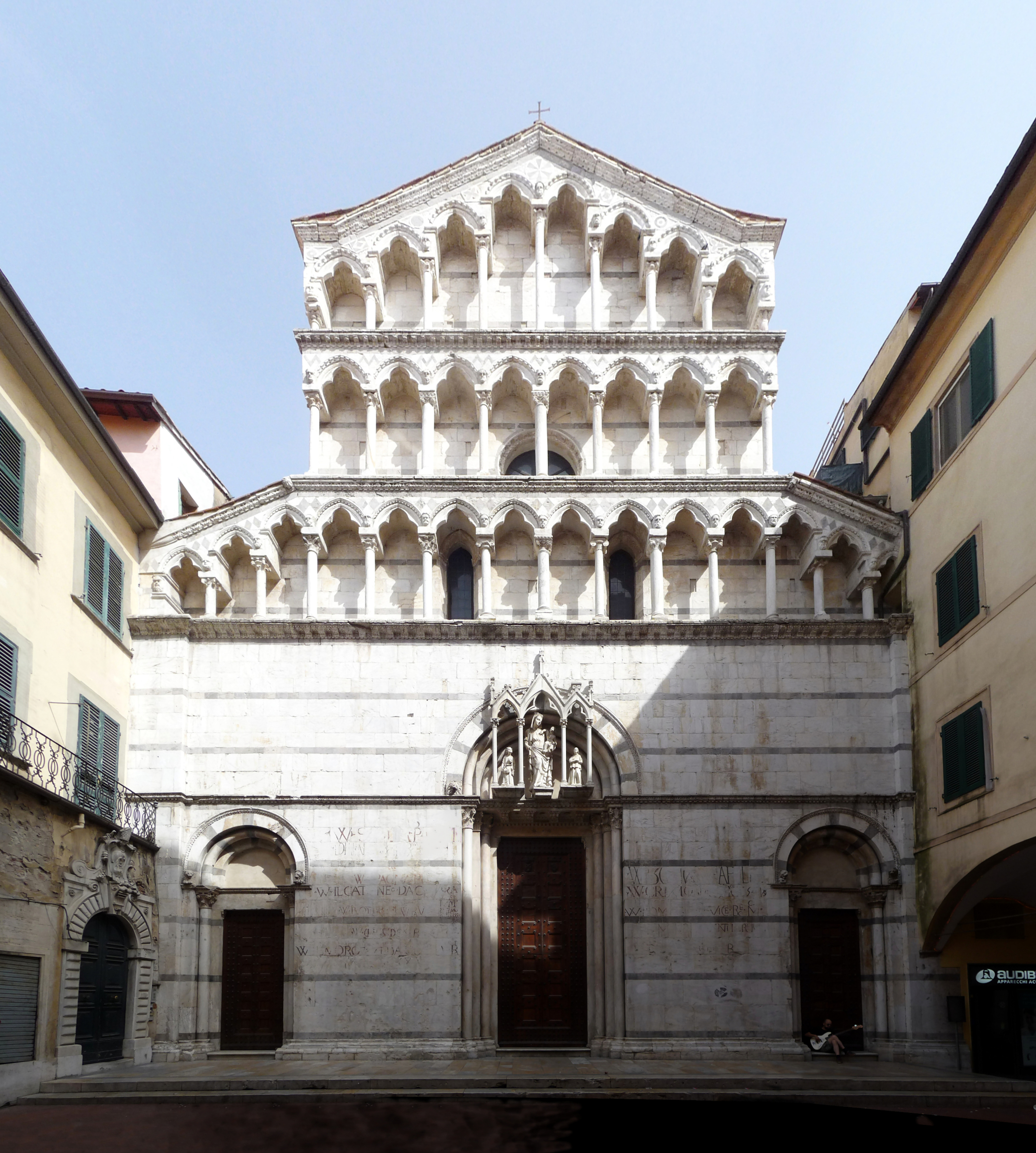
San Michele in Borgo

La strada si sviluppa da piazza Garibaldi, dove si trova il tabernacolo della Madonna dei Vetturini di Nino Pisano, datato XIV secolo. Da qui si dirama verso via Carducci, dividendosi in borgo Stretto e borgo Largo (quest'ultima con il nome ufficiale di via Oberdan). Tra gli edifici più significativi, si trovano la chiesa di San Michele in Borgo, e la casa Vanni (XIV secolo), uno degli esempi meglio conservati delle logge medievali: la facciata, riccamente decorata, mostra anche lo stemma della compagnia di Santa Bona. Di fronte si trova il palazzo Bocca, che fu anche residenza di Vincenzo Galilei, come ricordato da una lapide con stemma.
In angolo con via San Francesco, si erge il quattrocentesco palazzo Poschi. Gli è adiacente la torre Taccola, risalente al X secolo.

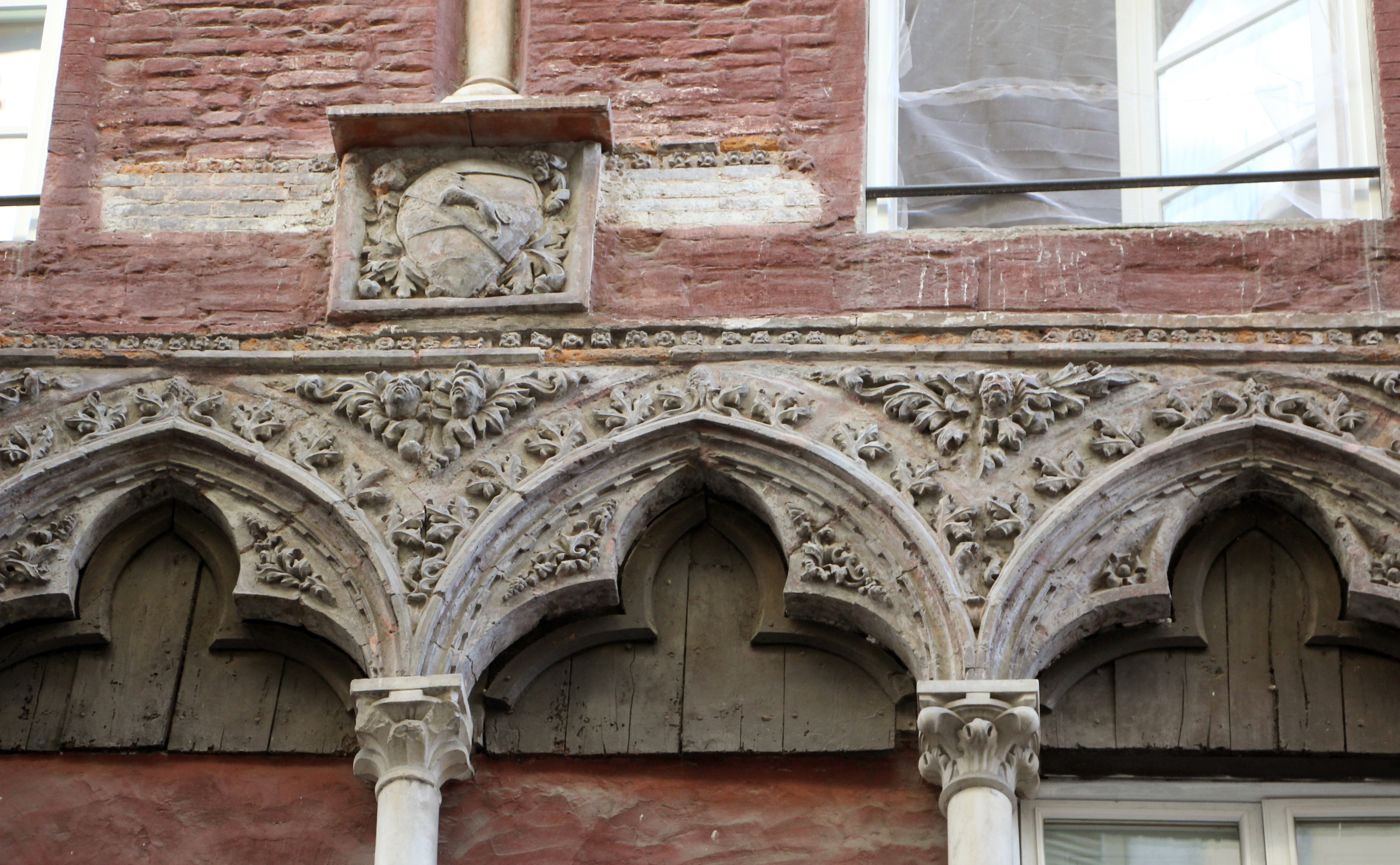
Decorazioni di casa Vanni
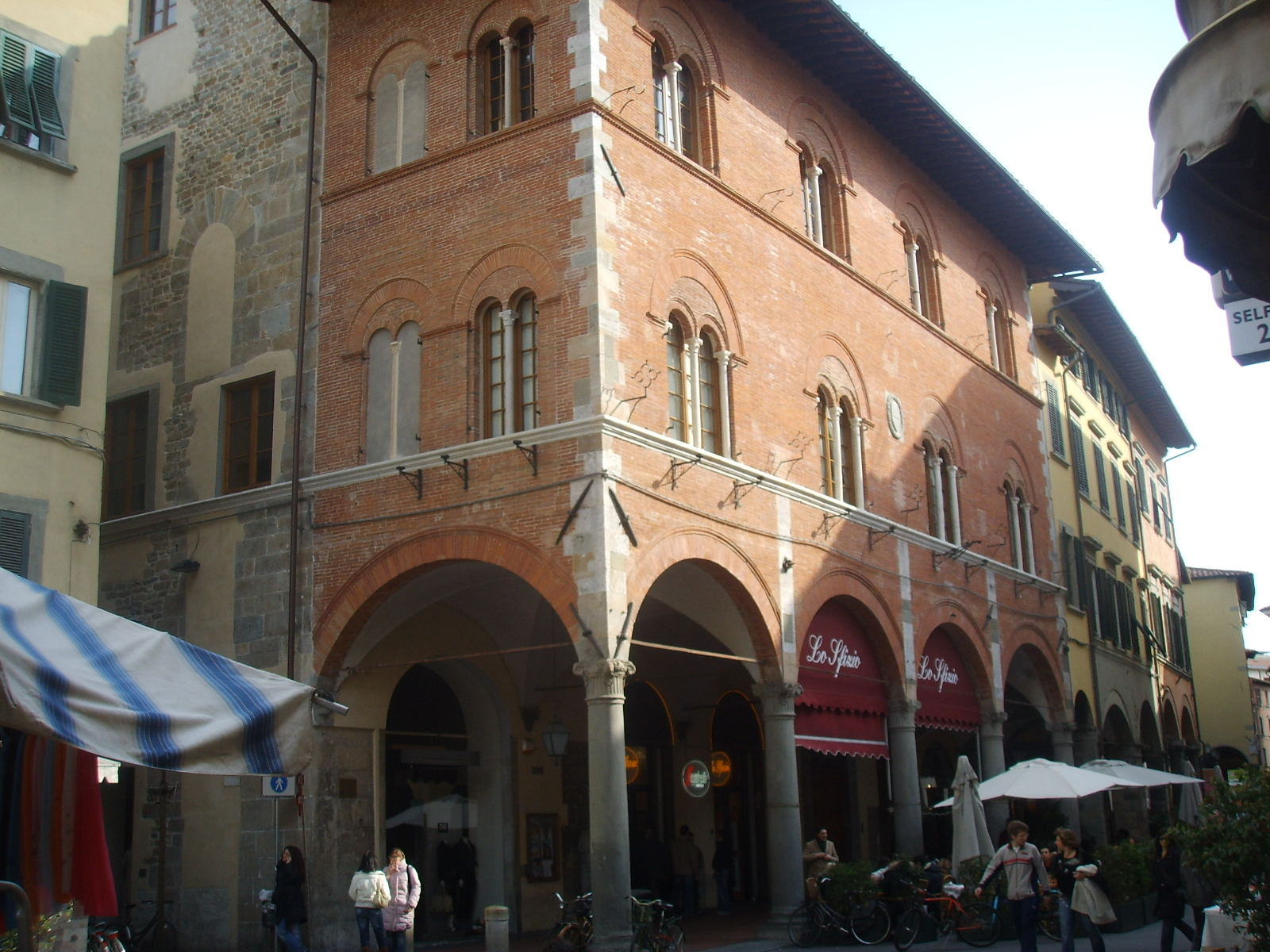
Palazzo Poschi
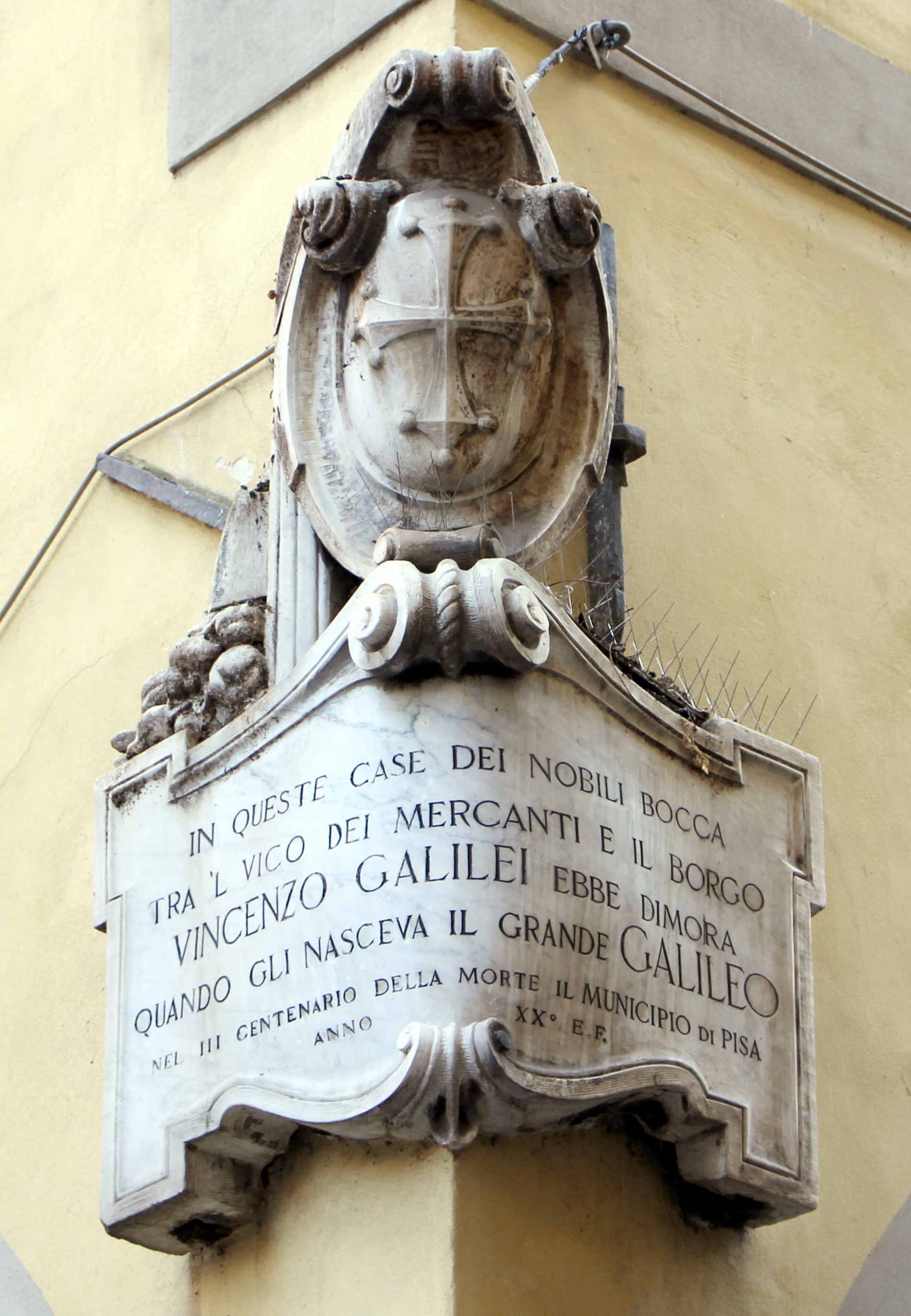
Stemma sulla casa di Vincenzo Galilei